# 齐宗华
齐宗华（1930年—），女，祖籍山东，生于英国伯明翰，中华人民共和国外交部官员。

## 生平
齐宗华祖籍山东，先祖“闯关东”迁居吉林伊通，后来全家又回到山海关内的天津定居。齐宗华的祖父齐耀珹曾在南开大学攻读经济学，中华民国初年曾任天津县知事，后任农商银行行长。齐宗华的父母齐祖辑、刘月如夫妇曾旅居英国伯明翰，并生下独生女齐宗华，后来他们携4岁的齐宗华迁居法国巴黎，他们夫妇进入巴黎大学学习。齐宗华在巴黎长大，在十年制天主教学校布风（Buffon）中学学习。
抗日战争中期，齐祖辑夫妇携10岁的齐宗华返回中国，当时齐宗华已是熟练掌握法语、英语的布风中学八年级学生。回国后，齐宗华曾在天津圣约瑟女子中学短暂念初中，后来到云南昆明的西南联合大学附属中学学习。抗日战争胜利后不久，齐宗华随父母离开了生活三年的昆明到北平。齐宗华在北平慕贞女中（今北京汇文实验中学）毕业，考入中法大学，学习法语读完大一后，齐宗华又考入燕京大学西方语言文学系学习英语。1952年，齐宗华自燕京大学毕业，成为该校最后一届毕业生。
1952年毕业后，齐宗华被分配到中国人民保卫世界和平委员会担任法语、英语译员，任职四年多。1952年秋，齐宗华第一次充当翻译，为在北京举行的亚洲及太平洋区域和平会议的英、法、中同声传译。此后，齐宗华多次作为中国代表团译员，出席各类政府、政党、民间国际会议，例如1950年代初期每两年一届的世界和平理事会会议，1957年11月社会主义国家共产党和工人党代表会议，1960年6月布加勒斯特会议，1960年莫斯科各国共产党和工人党代表会议，1962年关于老挝问题的日内瓦会议，亚非经济会议，塔什干亚非作家会议，以及第28届、第29届联合国大会会议等。她还是1963年底周恩来出访亚、非、欧14国的译员之一。齐宗华为毛泽东、刘少奇、周恩来、朱德、邓小平、彭真、陈毅等中共领导人，以及宋庆龄、郭沫若、廖承志、刘宁一、程潜、罗隆基、蔡廷锴、侯德榜等中国其他领导人及民主党派负责人担任过法语翻译工作，并由此结识了约里奥·居里、法国作家罗曼·罗兰、住在法国马赛的西班牙画家巴勃羅·畢卡索等人。
齐宗华首次在国外公开亮相是在匈牙利布达佩斯，为出席世界和平理事会会议的中国代表郭沫若任译员。一年后，齐宗华先后在捷克斯洛伐克布拉格、奥地利维也纳担任常驻世界和平理事会的前后三任中国书记李一氓、郑森禹、朱子奇的译员。
1956年，齐宗华自布拉格回国，调入中共中央对外联络部继续任译员。后来升任中共中央对外联络部欧洲处副处长，并继续担任译员工作。1957年在莫斯科共产党和工人党代表会议期间，毛泽东同法国共产党总书记多列士会谈，齐宗华首次为毛泽东当译员。1956年9月中共八大期间，中共中央副主席周恩来会见率团参加中共八大的阿尔巴尼亚劳动党第一书记恩维尔·霍查，由中共中央对外联络部阿尔巴尼亚接待组成员齐宗华当译员，这是她首次为周恩来当译员。1969年5月初，法国总统戴高乐授意法国驻华大使艾蒂安·马纳克（是布风中学的校友）向中国领导人传递新任美国总统尼克松对华新政策的口信，马纳克受到中华人民共和国代主席董必武、国务院总理周恩来等领导人接见，齐宗华担任法语译员。
1973年，经周恩来直接安排，齐宗华调入中华人民共和国外交部，历任外交部西欧司副处长、处长，以及主管法国事务的副司长。调入外交部后，齐宗华几乎参加了毛泽东、周恩来同法语国家来宾的每次会见。当时王海容、唐闻生、齐宗华、罗旭、章含之被称为中国外交界的“五朵金花”。从1950年代到1970年代，齐宗华的足迹几乎遍及整个欧洲和非洲，除了西班牙、葡萄牙以及南部非洲。
1980年，齐宗华离开外交部，进入北京国际关系学院教法语。齐宗华教授在本职工作外，还在1983年之后在天津、湖南、陕西等地的出版社出版了许多译作。

## 著作
齐宗华的译作主要有：
- 亨利·特鲁瓦《彼得大帝》
- 纪德《背德者》
- 吕多维克·阿莱维《隆格瓦古堡》
- 蒙西·克拉克·维尔逊《华盛顿夫人》[2][3]